# Elbert N. Carvel
Elbert Nostrand Carvel, född 9 februari 1910 i Shelter Island, New York, död 6 februari 2005 i Laurel, Delaware, var en amerikansk demokratisk politiker. Han var Delawares viceguvernör 1945–1949 och guvernör 1949–1953 samt 1961–1965.
Carvel studerade vid University of Baltimore och Johns Hopkins University. Han arbetade på Valliant Fertilizer Company, där han avancerade till verkställande direktör.
Carvel efterträdde 1945 Isaac J. MacCollum som Delawares viceguvernör och efterträddes 1949 av Alexis I. du Pont Bayard. Carvel efterträdde sedan Walter W. Bacon som guvernör och efterträddes 1953 av Cale Boggs. Han tillträdde 1961 på nytt som guvernör och efterträddes 1961 av Charles L. Terry.